# Parlamentswahl in Monaco 2008
- UM: 21
- R&I: 3

Die Wahl des Conseil National, des Parlaments des Fürstentums Monaco, fand am 3. Februar 2008 statt.
Die Vereinigung für Monaco, wurde trotz Verlusten Sieger.

## Wahlsystem
Die Wähler können entweder eine Wahlliste wählen oder Kandidaten mehrerer Wahllisten panaschieren. Die 16 Kandidaten mit den meisten Stimmen ziehen in den Conseil National ein, während die restlichen acht Sitze nach dem Prinzip der Verhältniswahl an die Parteien aufgeteilt werden, die mehr als fünf Prozent der Stimmen erhalten haben.